# Cuarteto de cuerda n.º 3 (Brahms)
El Cuarteto de cuerda núm. 3 en sí♭ mayor, Op. 67, fue compuesto por Johannes Brahms en el verano de 1875 y publicado por su editor Fritz Simrock. Fue estrenado el 30 de octubre de 1876 en Berlín.

## Estructura
La obra, instrumentada para dos violines, viola, y violonchelo, tiene cuatro movimientos:
1. Vivace
2. Andante
3. Agitato (Allegretto non troppo) — Trio — Coda
4. Poco Allegretto con Variazioni

## Composición y características
Brahms compuso el cuarteto en Ziegelhausen, cerca de Heidelberg, y lo dedicó al profesor Theodor Wilhelm Engelmann, que era un violonchelista aficionado y que acogió a Brahms en una visita a Utrecht. Brahms, por aquel entonces, era el director artístico de la Gesellschaft der Musikfreunde de Viena. La obra es encantadora y alegre, "un poco inútil", dijo Brahms, "para evitar enfrentarse al rostro serio de una sinfonía", refiriéndose a su Sinfonía núm. 1 que se debía estrenar una semana más tarde.
En este cuarteto, aunque está dedicado a Engelmann que era violonchelista, no existe ninguna melodía solo para el violonchelo. Los violines llevan la melodía en muchos momentos de la obra y en el tercer movimiento, Agitato, la melodía está encargada a la voz de la viola. En una carta a Engelmann sobre el cuarteto, Brahms le dice: "¡Este cuarteto se parece bastante a su mujer –muy delicada, pero brillante!" . . . No hay un solo de violonchelo, sino uno de viola por lo que es posible que desee cambiar de instrumento por su bien!". A Brahms le gustaban los instrumentos de un registro más central, como el clarinete o la trompa, aunque tiene conciencia de la baja popularidad de la viola. También destaca su extraño sentido del humor, al sugerir a Engelmann que cambie el violonchelo por la viola.